# گاوآهن خود را روی استخوان‌های مرده بکش
«گاوآهن خود را روی استخوان‌های مرده بکش» (لهستانی: Prowadź swój pług przez kości umarłych) یک کتاب از اولگا توکارچوک است.